# شهرستان کوئی (نیومکزیکو)
شهرستان کوئی، نیومکزیکو (به انگلیسی: Quay County) یک شهرستان در ایالات متحده آمریکا است که در نیومکزیکو واقع شده‌است.

## خصوصیات
شهرستان کوئی ۷٬۴۶۴٫۳۹ کیلومترمربع مساحت دارد.